# Парксайд (Пенсільванія)
Парксайд (англ. Parkside) — місто (англ. borough) в США, в окрузі Делавер штату Пенсільванія. Населення — 2321 особа (2020).

## Географія
Парксайд розташований за координатами 39°52′3″ пн. ш. 75°22′41″ зх. д. / 39.86750° пн. ш. 75.37806° зх. д. (39.867367, -75.377992).  За даними Бюро перепису населення США в 2010 році місто мало площу 0,53 км², уся площа — суходіл.

## Демографія
Згідно з переписом 2010 року, у селищі мешкало 2328 осіб у 876 домогосподарствах у складі 586 родин. Густота населення становила 4368 осіб/км².  Було 912 помешкання (1711/км²).
Расовий склад населення:
| - 80,5 % — білих - 12,9 % — чорних або афроамериканців - 2,4 % — азіатів - 0,8 % — корінних американців |

До двох чи більше рас належало 2,4 %. Частка іспаномовних становила 3,5 % від усіх жителів.
За віковим діапазоном населення розподілялося таким чином: 26,8 % — особи молодші 18 років, 63,8 % — особи у віці 18—64 років, 9,4 % — особи у віці 65 років та старші. Медіана віку мешканця становила 35,1 року. На 100 осіб жіночої статі у селищі припадало 90,0 чоловіків;  на 100 жінок у віці від 18 років та старших — 84,7 чоловіків також старших 18 років.
Середній дохід на одне домашнє господарство  становив 65 042 долари США (медіана — 60 000), а середній дохід на одну сім'ю — 69 935 доларів (медіана — 65 383). Медіана доходів становила 47 325 доларів для чоловіків та 40 759 доларів для жінок. За межею бідності перебувало 14,4 % осіб, у тому числі 20,3 % дітей у віці до 18 років та 12,6 % осіб у віці 65 років та старших.
Цивільне працевлаштоване населення становило 1108 осіб. Основні галузі зайнятості: освіта, охорона здоров'я та соціальна допомога — 26,6 %, фінанси, страхування та нерухомість — 11,6 %, науковці, спеціалісти, менеджери — 11,0 %, роздрібна торгівля — 10,6 %.